# Hakeem Jeffries
Hakeem Sekou Jeffries (født 4. august 1970) er en amerikansk demokratisk politiker og advokat, der siden 2013 har været medlem af Repræsentanternes Hus i USA valgt i New York. Han blev leder af Demokraternes gruppe og mindretalsleder i Huset i 2023. Jeffries var tidligere medlem af delstatsparlamentet i New York fra 2007 til 2012.
Jeffries har repræsenteret New Yorks 8. kongresdistrikt i seks valgperioder startende i 2013 efter at være blevet valgt i 2012. Distriktet er dækker det sydlige og østlige Brooklyn. Før sit valg til Kongressen var Jeffries medlem af New York State Assembly i tre valgperioder, og arbejdede som virksomhedsadvokat.
Medlemmerne af Demokraternes gruppe valgte enstemmigt Jeffries til at efterfølge Nancy Pelosi som leder i november 2022. Det gjorde ham til den første afroamerikaner til at lede e partigruppe i et af kamrerne i den amerikanske kongres. Han var gruppeformand for Demokraterne fra 2019 til 2023.

## Opvækst og karriere
Jeffries blev født i New York City på Brooklyn Hospital Center. Han forældre var socialrådgiver Laneda Jeffries og statslig stofmisbrugsrådgiver Marland Jeffries. Han har en bror, Hasan. Han voksede op i Crown Heights, Brooklyn og har været medlem af Cornerstone Baptist Church hele livet.
Jeffries blev student fra Midwood High School i 1988. Derefter studerede han statskundskab ved Binghamton University og dimitterede i 1992 med en Bachelor of Arts-grad med udmærkelse. I studentertiden på Binghamton var han medlem af broderskabet Kappa Alpha Psi.
Jeffries fortsatte sin uddannelse ved Georgetown Universitys McCourt School of Public Policy og fik en Master of Public Policy-grad i 1994. Han gik derefter på New York University School of Law, hvor han var med til skrive New York University Law Review. Han dimitterede magna cum laude i 1997 med en Juris Doctor-grad og holdt studentertalen ved dimissionsceremonien.
Efter sin juraeksamen var Jeffries juridisk assistent i et år for dommer Harold Baer Jr. ved US District Court for Southern District of New York.
Fra 1998 til 2004 var han advokat i advokatfirmaet Paul, Weiss, Rifkind, Wharton & Garrison. I 2004 blev han virksomhedsadvokat for Viacom og CBS. Mens han var hos Paul, Weiss fungerede han også som direktør for mellemstatslige anliggender for New York State Chapter i National Association of Minority Contractors og som formand for Black Attorneys for Progress.

## New York State Assembly
Jeffries var medlem af New Yorks parlament, New York State Assembly, fra 2007 til 2012. I den tid fremlagde han over 70 lovforslag.
I 2007, mens han stadig var i sin første valgperiode i delstatsparlamentet, anbefalede og støttede Jeffries Barack Obama og var blandt Obamas tidligste støtter i Hillary Clintons hjemstat. I et interview sagde han: "Da jeg stillede op til posten, sagde nogle mennesker, at en person med navnet 'Hakeem Jeffries' aldrig kunne blive valgt, og da jeg så en med navnet 'Barack Obama' blive valgt til det amerikanske senat inspirerede mig virkelig."

## USA's Repræsentanternes Hus

### Demokratisk gruppeformand (2019-2023)
Den 28. november 2018 besejrede Jeffries Californiens kongreskvinde Barbara Lee ved valget af formand for Demokraternes gruppe i Repræsentanternes Hus. Hans embedsperiode begyndte, da den nye kongres blev taget i ed den 3. januar 2019. På den post var han det femte højst rangerende medlem af den demokratiske ledelse.

### Husets demokratiske leder (2023–)
Med afgående parlamentsformand Nancy Pelosis støtte blev Jeffries valgt uden modkandidater til Husets demokratiske leder i november 2022, og blev den første afroamerikaner til at lede en partigruppe i et af Kongressens to kamre. Gruppen nominerede ham til formand for Huset, og ved valget til posten fik han 212 stemmer, fra alle demokraterne. (David Trone var fraværende ved 12. afstemning på grund af om en operation, men vendte tilbage til den 13. afstemning).
Da Kevin McCarthy blev valgt til formand, overrakte Jeffries ham formandshammeren efter en 15-minutters tale. Talen blev kaldt "Demokratiets ABC". Videoen af Jeffries' tale er set over 2,4 millioner gange alene på sociale medier.
Han blev igen enstemmigt nomineret af demokraterne i Huset ved formandsvalget i oktober 2023 efter McCarthy var afsat som formand.

## Privatliv
Jeffries er gift med Kennisandra Arciniegas-Jeffries som er socialarbejder. De har to sønner og bor i Prospect Heights, Brooklyn.
Jeffries er baptist.
Jeffries' lillebror, Hasan Kwame Jeffries, er lektor i historie ved Ohio State University og forfatter til bogen Bloody Lowndes: Civil Rights and Black Power in Alabama's Black Belt.